# Lacinia mobilis
Lacinia mobilis, kinetodontium, lacinia mandibulae − termin o kilku znaczeniach w anatomii aparatu gębowego stawonogów.
U skorupiaków, widłogonków i jętek stanowi ruchomy wyrostek położony na wewnętrznej krawędzi żuwaczki. U skorupiaków jest to mały, ząbkowany wyrostek połączony stawowo z wyrostkiem siekającym żuwaczki.
U jętek i niektórych innych owadów preferowany jest termin kinetodontium. Oznacza on środkowy wyrostek po wewnętrznej stronie żuwaczki, zwykle spiczasty i ząbkowany, położony w pobliżu incisora, od którego różni się tym, że często oddzielony jest szwem od głównej części żuwaczki. Niekiedy kinetodontium połączone jest z żuwaczką ruchomo, nigdy jednak nie jest ruchome, a co za tym idzie nie jest zdolne do aktywnego poruszania. U większości owadów i niektórych jętek kinetodontium zlane jest jednak z trzonem żuwaczki, a nawet z incisorem.
W przypadku larw owadów z rzędu chrząszczy jako lacinia mobilis określana jest ruchoma żuwka wewnętrzna szczęk.
Termin ten bywa również stosowany jako synonim prosteki.